# Xixuthrus ganglbaueri
Xixuthrus ganglbaueri es una especie de escarabajo longicornio del género Xixuthrus, categorizada en la tribu Macrotomini, de la subfamilia Prioninae. Fue descrita por Lameere en 1912.

## Descripción
Mide 80-90 mm de longitud.

## Distribución
Se distribuye por Fiyi.